# Big Shot
Big Shot är en amerikansk TV-serie från 2021, skapad av David E. Kelley, Dean Lorey och Brad Garrett. Serien hade premiär den 16 april 2021 på streamingtjänsten Disney+. I september 2021 förnyades serien för en andra säsong. Andra säsongen hade premiär den 12 oktober 2022.

## Handling
I serien får man följa den temperamentsfulla baskettränaren Marvyn Korn som får sparken och blir tvungen att börja träna flickor på en elitskola.

## Rollista

### Huvudroller
- John Stamos – Marvyn Korn
- Jessalyn Gilsig – Holly Barrett
- Richard Robichaux – George Pappas
- Sophia Mitri Schloss – Emma Korn
- Nell Verlaque – Louise  Gruzinsky
- Tiana Le – Destiny Winters
- Monique Green – Olive Cooper
- Tisha Eve Custodio – Carolyn "Mouse" Smith
- Cricket Wampler – Samantha "Giggles" Finkman[6]
- Yvette Nicole Brown – Sherilyn Thomas

### Återkommande roller
- Toks Olagundoye – Terri Grint
- Emery Kelly – Dylan[7]
- Darcy Rose Byrnes – Harper[8]
- Kathleen Rose Perkins – Miss Goodwin
- Camryn Manheim – Coach McCarthy[9]
- Keala Settle – Christina Winters[7]